# Neil Grayston (cầu thủ bóng đá)
Neil Grayston (sinh ngày 25 tháng 11 năm 1975) là một cầu thủ bóng đá người Anh thi đấu ở vị trí hậu vệ.

## Sự nghiệp
Sinh ra ở Keighley, Grayston có 7 lần ra sân ở Football League cho Bradford City trong mùa giải 1995–96. Sau đó ông thi đấu bóng đá non-league cho nhiều câu lạc bộ, bao gồm Bradford Park Avenue, Southport, Halifax Town, Alfreton Town, Droylsden, và Guiseley.